# A9 (Kroatië)

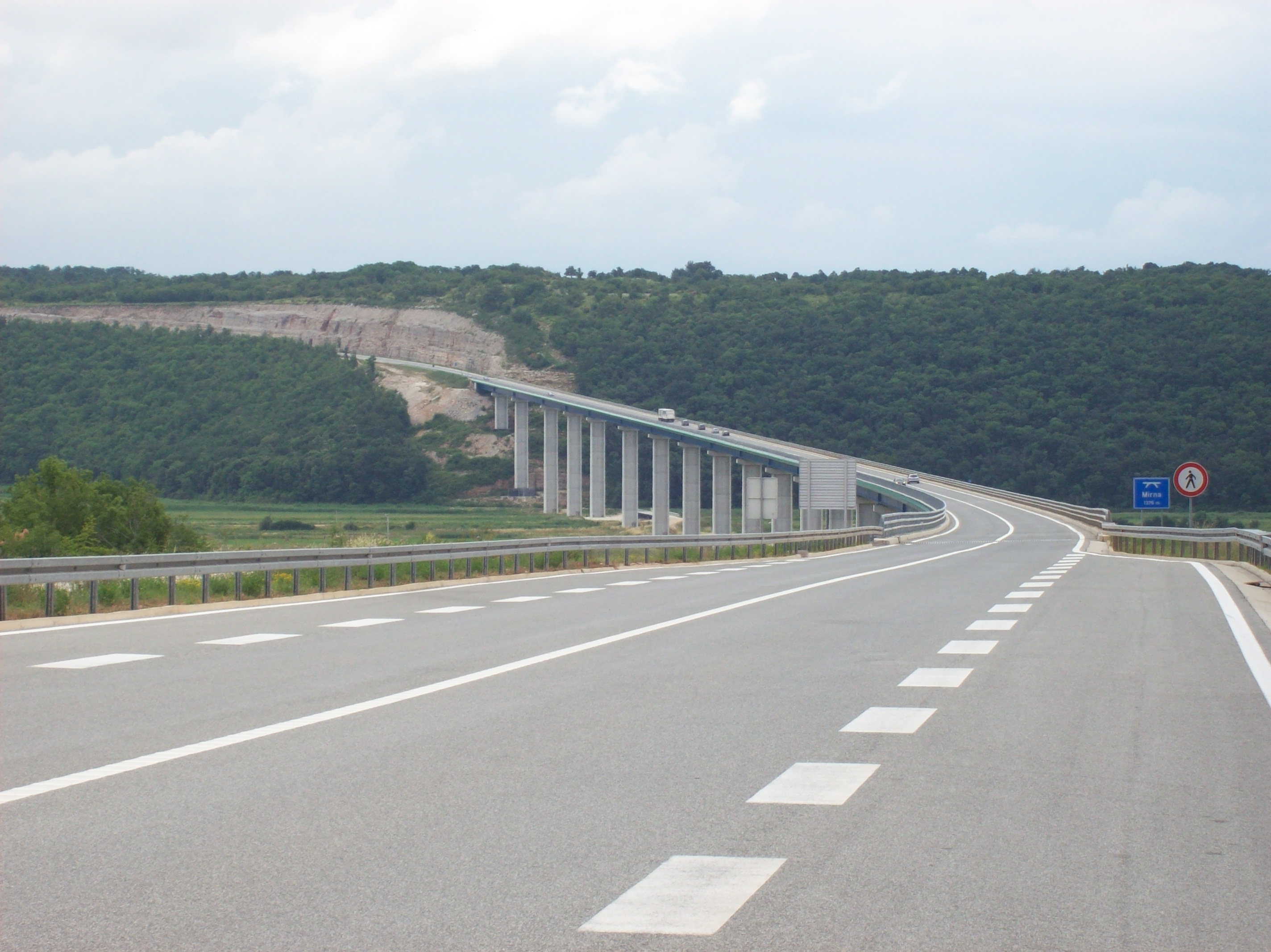
Brug bij Mirna

De A9/B9 is een Kroatische snelweg gelegen op het schiereiland Istrië. In het noorden van het land sluit de weg aan op de grensovergang met Slovenië bij Kaštel en voert vervolgens langs de Istrische kust in zuidelijke richting naar Pula. De weg kent twee viaducten, namelijk die over het dal van de Mirna en het viaduct over het Limski Kanaal. Ten oosten van de stad Rovinj bevindt zich het knooppunt Kanfanar, waar de weg A9/B9 aansluit op de weg A8/B8. Op de kaart gezien vormen de autoweg A9/B9 en de weg A8/B8 een Y-vorm. Vandaar dat de twee wegen ook wel worden aangeduid als de Istrische Y, met het knooppunt Kanfanar in het centrum.

## Uitvoering en constructie autoweg
Het noordelijke gedeelte van deze weg is uitgevoerd als een autoweg, die qua uitvoering niet vergeleken kan worden met een snelweg, maar waar wel dergelijke maximumsnelheden gelden. De weg wordt daarom ook aangeduid met het het nummer B9 en niet met het A-nummer dat voor een autosnelweg geldt. In het zuiden, vanaf de plaats Kanfanar, wordt de weg uitgevoerd als een volwaardige autosnelweg. Op dit moment (juli 2010) is de weg nog niet volledig voltooid, maar als dit wel is gebeurd zal het totale traject 83,7 kilometer bedragen.

## Beheer
De weg wordt beheerd door Bina-Istra d.d., dat is ook de organisatie die de tol heft bij de brug over de Mirna. Indien er meer dan 10.000 voertuigen per dag gebruik gaan maken van deze weg zal Bina-Istra d.d. de weg verbreden tot een volwaardige autosnelweg. De verwachting is dat dit al binnen een aantal jaar zal gebeuren, aangezien de weg een zeer druk bereden route is.